# Персидский, Константин Петрович
Константи́н Петро́вич Перси́дский  (23 марта 1903 — 22 июня 1970) — учёный-математик, доктор физико-математических наук (1946), профессор (1934), академик АН Казахской ССР (1951), заслуженный деятель науки Казахской ССР (1944). Член КПСС с 1940 года.

## Биография
Родился в 1903 году в Сызрани.
1922—1923 гг. Студент педагогического факультета Самарского государственного университета.
1923—1927 гг. Студент физико-математического факультета Казанского государственного университета им. В. И. Ульянова-Ленина.
1927—1930 гг. Аспирант Казанского государственного университета им. В. И. Ульянова-Ленина. Член Казанского горсовета.
1930—1933 гг. Доцент физико-математического факультета Казанского государственного университета им. В. И. Ульянова-Ленина.
1934 г. Присвоено ученое звание профессора кафедры математики.
1934—1939 гг. Профессор кафедры математики Казанского государственного университета им. В. И. Ульянова-Ленина.
1939—1940 гг. Декан физико-математического факультета и заведующий кафедрой дифференциальных уравнений Казанского государственного университета им. В. И. Ульянова-Ленина.
1940—1946 гг. Заведующий кафедрой математического анализа КазГУ имени С. М. Кирова.
1945—1951 гг. Заведующий Сектором математики и механики АН Казахской ССР.
1946 г. Защитил (в МГУ) диссертацию на соискание ученой степени доктора физико-математических наук на тему «К теории устойчивости решений дифференциальных уравнений». Награждён медалью «За доблестный труд в Великой Отечественной войне 1941—1945 гг.».
1946—1968 гг. Заведующий кафедрой дифференциальных уравнений КазГУ имени С. М. Кирова.
1951 г. Избран действительным членом (академиком) Академии наук Казахской ССР.
1951—1954 гг. Председатель Отделения физико-математических наук АН Казахской ССР. Член Президиума АН Казахской ССР.
С 1952 по 1968 гг. при кафедре дифференциальных уравнений функционировал Ученый совет по присуждению ученых степеней кандидата физико-математических наук, председателем которого являлся академик АН КазССР, д.ф.-м.н., профессор К. П. Персидский.
1955—1965 гг. Старший научный сотрудник Сектора математики и механики АН Казахской ССР.
1966—1969 гг. Директор Института математики и механики АН Казахской ССР (ныне Институт математики и математического моделирования Комитета науки Министерства образования и науки Республики Казахстан).
1966—1970 гг. Заведующий Лабораторией дифференциальных уравнений в функциональных пространствах Института математики и механики АН Казахской ССР.
Персидский — основатель сектора математики и механики Академии наук Казахской ССР. С 1966 по 1969 годы являлся академиком-секретарём отделения физико-математических наук.
Скончался 22 июня 1970 года. Похоронен на Центральном кладбище Алматы.

## Научная деятельность
В творческой деятельности К. П. Персидского можно определить три основных научных направления, которые отраженны в его трудах.
- Первое направление связано с теорией устойчивости. Он впервые ввёл понятие равномерной устойчивости по первому приближению. В его работах получила развитие первая метода Ляпунова. Благодаря этому была создана основа асимметрической теории линейных уравнений дифференциальных систем.
- Второе направление- теория бесконечных систем дифференциальных уравнений, разработка метода укороченных систем на основе использования «условия» Липшица. Этот метод в дальнейшем имел существенное значение для развития теории счётных систем уравнений. Результаты были обобщены и опубликованы в работе «О счётной системе уравнений с частными производными».
- Третье направление — теория вероятностей и их приложения. Было дано оригинальное решение проблемы закона больших чисел для случаев, когда исследование случайных величин является независимым.

Особо следует отметить работы К. П. Персидского, посвящённые предельным теоремам, и применению теоретико-вероятностных методов для оценки полезных ископаемых в Казахстане.
В последние годы жизни учёный активно занимался вопросами создания нового аппарата для нелинейных функциональных пространств.

## Награды и звания
- 1944 г. Присвоено звание заслуженного деятеля науки Казахской ССР. Награждён Почетной грамотой Верховного Совета Казахской ССР.
- 1953 г. Награждён Почетной грамотой Верховного Совета Казахской ССР.
- 1954 г. Награждён орденом Трудового Красного Знамени.
- 1961 г. Награждён орденом Трудового Красного Знамени.
- 1963 г. Награждён Почетной грамотой Верховного Совета Казахской ССР.